# Eupholidoptera ledereri
Eupholidoptera ledereri är en insektsart som först beskrevs av Franz Xaver Fieber 1861.  Eupholidoptera ledereri ingår i släktet Eupholidoptera och familjen vårtbitare. Inga underarter finns listade i Catalogue of Life.